# Aradi Színpad
Aradi Színpad – irodalmi, művészeti és társadalmi hetilap. Az 1911-ben megindult s 1919/36-os számáig Délvidék c. alatt megjelent aradi hetilap folytatása. Szerkesztette Papp Andor. Az 1926/16-os számtól 1932-ig Erdélyi Magyar Színpad c. alatt jelent meg, majd 1933-ban beolvadt az ugyancsak Aradon megjelenő Kis Újságba. Hűen beszámolt Arad, Temesvár és Nagyvárad színházi életéről, a hangversenyekről és kiállításokról, foglalkozott a magyar színészet válságjelenségeivel. Irodalmi részében a szerkesztő és Farkas Ferenc versei említésre érdemesek.